# 联合国粮食及农业组织
联合国粮食及农业组织（法語：L'Organisation des Nations Unies pour l'Alimentation et l'Agriculture，缩写为，缩写为），简称粮农组织，是一个联合国专门机构，带头开展战胜饥饿的国际努力。粮农组织以中立的论坛运作，为发达国家和发展中国家服務；在该论坛上，所有国家均平等相处，共同磋商协议，讨论政策。粮农组织也是知识和信息的来源，帮助发展中国家和转型国家实现农业、林业和渔业现代化和发展，确保人人获得良好的营养和粮食安全。它的拉丁文格言翻译成中文就是“人皆有食”。截至2013年10月，FAO拥有194个成员国、1个成员组织和2个准成员。

## 历史背景、结构和财政

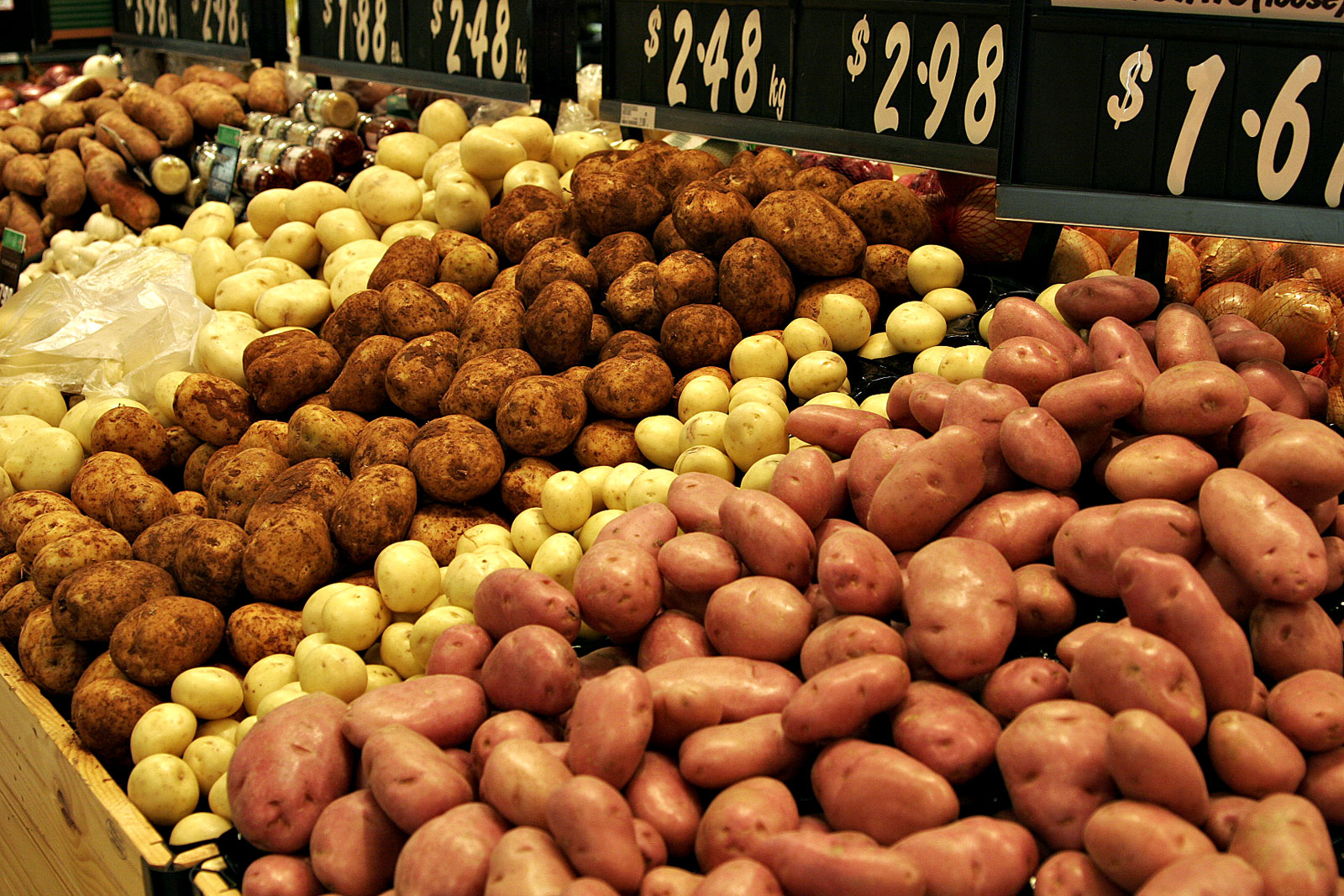
馬鈴薯

國際糧食和農業組織的想法出現在十九世紀末和二十世紀初，主要由美國農業家和活動家戴維·魯賓推動。1905年5 - 6月，在意大利羅馬舉行了一次國際會議，導致了國際農業研究所的成立。

联合国粮农业组织羅馬總部

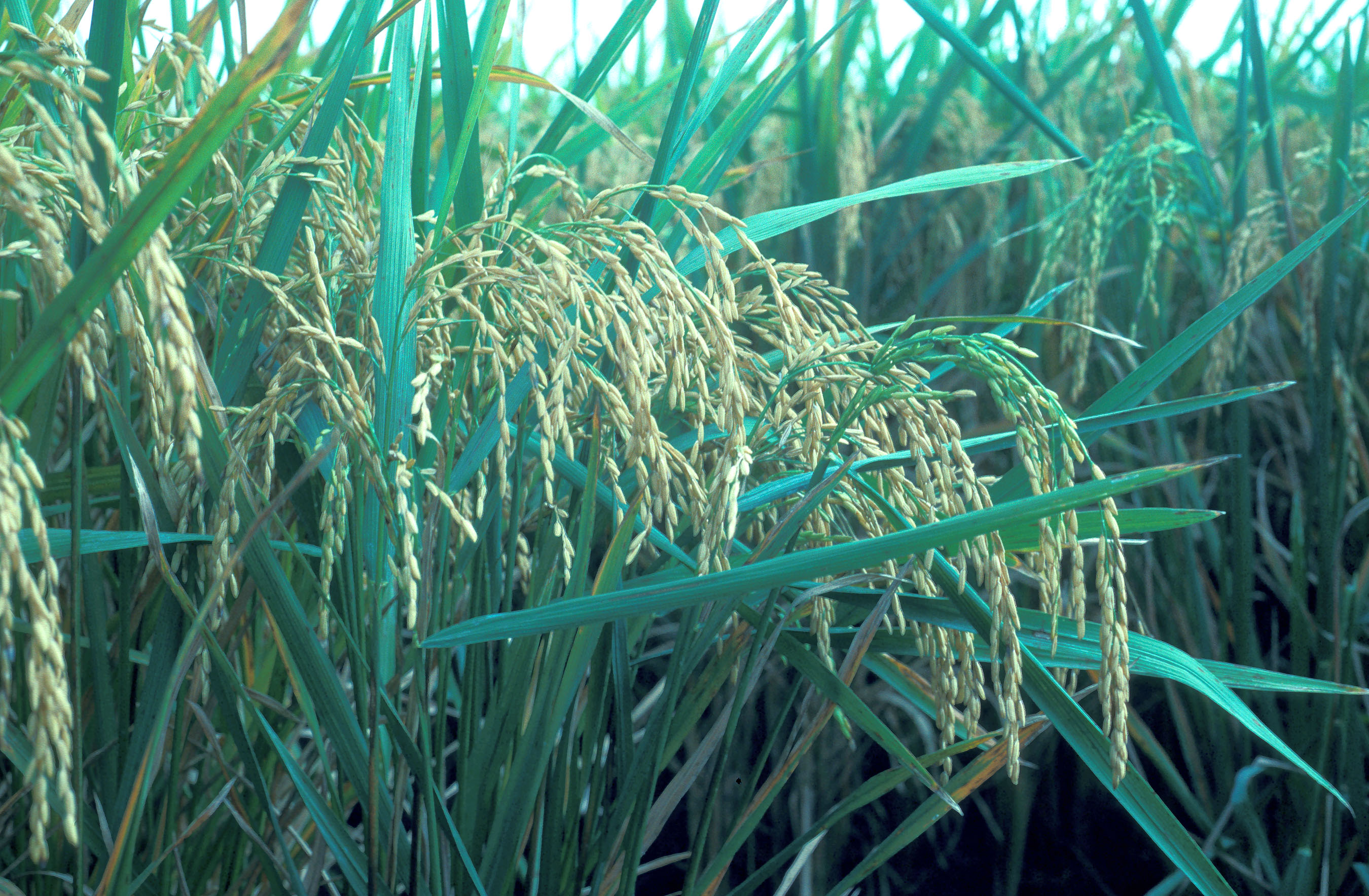
稻米

粮农组织1945年10月16日成立于加拿大魁北克市。1951年，其总部由美国首都华盛顿迁往意大利罗马。粮农组织由成员国组成的大会管理，每两年召开一次会议，对本组织开展的工作进行审议并批准下两年度的工作计划和预算。大会选举49个成员国，组成理事会作为临时管理机构理事会，成员任期为三年，到期轮换。大会还选举总干事，领导本机构。
粮农组织由8个部组成，即：农业及消费者保护部；经济及社会发展部；渔业及水产养殖部；林业部；人力、财政及物质资源部；知识及交流部；自然资源管理及环境部；以及技术合作部。
从1994年开始，粮农组织经历了自成立以来最为重大的结构调整，下放执行活动、简化程序和减少费用。作为成效，实现一年节省5千万美元的费用。

### 预算
粮农组织常规项目预算资金来自成员国，在粮农组织大会上由成员国捐助。该预算涵盖了核心技术工作，包括技术合作计划在内的合作及伙伴关系，知识交换，策略与宣传，指导、行政管理和安全。
根据对粮农组织大会确定的欧元/美元汇率的调整，2008-2009年的预算为9.298亿美元。现在的预算遵循四年连续无增长预算。成员国冻结了粮农组织的预算，从1994到2001年，每两年预算为6.5亿美元。预算在2002-2003年略微增长到6.518亿美元，2004-2005年跳增到7.49亿美元，名义上的预算增长实际上是下降的。2005年11月， 粮农组织大会投票2006-2007年两年预算拨款为7.657亿美元；再次投票， 由于通货膨胀，预算增长只能部分弥补成本增长支出。

### 总干事
1. 约翰·博伊德·奥尔：1945年10月 – 1948年4月
2. 诺里斯·E·多德：1948年4月 – 1953年12月
3. 菲利普·V·卡尔顿：1954年1月 – 1956年4月
4. Herbert Broadley （代理）：1956年4月 – 1956年11月
5. 宾内·兰江·森（英语：Binay Ranjan Sen）：1956年11月 – 1967年12月
6. 阿德克·亨德里克·博尔玛（荷兰语：Addeke Hendrik Boerma）：1968年1月 – 1975年12月
7. 爱德华·萨乌马（阿拉伯语：إدوارد صوما）：1976年1月 – 1993年12月
8. 雅克·迪乌夫（英语：Jacques Diouf）：1994年1月 – 2011年12月
9. 若泽·格拉齐亚诺·达席尔瓦：2012年1月 –2019年7月
10. 屈冬玉：2019年8月至今

### 副总干事
1. William Nobel Clark：1948年
2. 赫伯特·布罗德利先生：1948年 – 1958年
3. 弗里德里希·特劳戈特·瓦伦（法语：Friedrich Traugott Wahlen）：1958年 – 1959 年
4. Norman C. Wright：1959年 – 1963年
5. Oris V. Wells：1963年 – 1971年
6. Roy I. Jackson：1971年 – 1978年
7. 拉尔夫·W·菲利普：1978年 – 1981年
8. Edward M. West：1981年 – 1985年
9. Declan J. Walton：1986年 – 1987年
10. Howard Hjort：1992年 – 1997年
11. Vikram J. Shah（临时委任）：1992年 – 1995年
12. David A. Harcharik：1998年 – 2007年
13. 詹姆斯·G·巴特勒（英语：James G. Butler）：2008年 – 2010年
14. 何昌垂（执行）：2010年 – 2011年
15. 安·图特韦勒（英语：Ann Tutwiler）（知识）：2011年 – 2012年
16. 马诺吉·朱内贾（英语：Manoj Juneja）（执行）：2011年 – 2012年
17. 丹·古斯塔弗森（项目）：2012年 – 2020年
18. 玛莉亚·赫勒娜·塞梅多（英语：Maria Helena Semedo）：2013年 – 2017年
19. 劳伦特·托马斯：2017年 – 2023年
20. 贝丝·贝克多：2020年 – 2023年
21. 毛里奇奥·马帝纳（義大利語：Maurizio Martina）：2023年 – 至今

## 粮农组织办事处

### 总部
粮农组织总部位于罗马，此前是意大利东非部所在地。该建筑最著名的特征之一是阿克苏姆方尖碑，尽管刚好处于意大利政府分配给粮农组织地域的外部，但立于机构所在地前面。它是贝尼托·墨索里尼的军队在1937年作为战争基金从埃塞俄比亚运来，在2005年4月18日归还。

### 区域办事处
- 非洲区域办事处 加纳，阿克拉
- 亚洲及太平洋区域办事处 泰国，曼谷
- 欧洲及中亚区域办事处 （页面存档备份，存于） 匈牙利，布达佩斯
- 拉丁美洲及加勒比海区域办事处 智利，圣地亚哥
- 近东区域办事处 （页面存档备份，存于） 埃及，开罗

### 分区域办事处
- 中部非洲（SFC）分区域办事处 加蓬，利伯维尔
- 中亚分区域办事处 土耳其，安卡拉
- 东部非洲（SFE）分区域办事处 埃塞俄比亚，亚的斯亚贝巴
- 中美洲（SLM）分区域办事处 巴拿马，巴拿马城
- 北非分区域办事处 （页面存档备份，存于） 突尼斯，突尼斯
- 东南部非洲分区域办事处 津巴布韦，哈拉雷
- 加勒比海分区域办事处 巴巴多斯，布里奇顿
- 海合会国家及也门分区域办事处 阿联酋，阿布扎比
- 太平洋岛屿分区域办事处 萨摩亚，阿皮亚

### 联络处
- 驻北美联络处 美国，华盛顿哥伦比亚特区 （页面存档备份，存于）
- 驻日本联络处 日本，横滨 （页面存档备份，存于）
- 驻欧洲联盟及比利时联络处 比利时，布鲁塞尔 （页面存档备份，存于）
- 驻俄罗斯联络处 俄罗斯，莫斯科
- 驻联合国（日内瓦）联络处 瑞士，日内瓦
- 驻联合国总部联络处 美国，纽约 （页面存档备份，存于）

## 重点工作领域
在抗击饥饿中，粮农组织为即将到来的2014-2015两年期规划了以下优先重点。
- 帮助人们消除饥饿、粮食不安全和营养不良 - 我们推动制定有关政策，为支持实现粮食安全做出政治承诺，确保提供和便于获取与饥饿和营养挑战有关的最新信息，为消除饥饿作出贡献。
- 提高农业、林业、渔业生产率和可持续性 - 我们依据实证经验，促进有关政策和实践，支持高产农业系统（种植业、畜牧业、林业和渔业），并确保自然资源基础在生产过程中不被削弱。
- 减少农村贫困 - 我们帮助农村贫困者争取获得其所需的资源和服务，包括农村就业和社会保护计划，开辟摆脱贫困的途径。
- 推动建设包容、有效的农业和粮食系统 - 我们帮助建设安全有效的粮食系统，支持小农农业发展，减少农村贫困和饥饿。
- 加强生计手段，提高灾后恢复能力 - 我们帮助各国防备自然和人为灾害，减轻风险，增强其粮食和农业系统的恢复能力。

## 计划和成果

### 世界粮食安全首脑会议

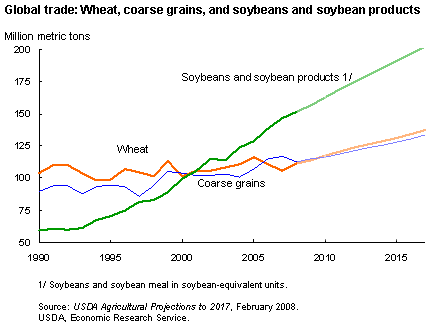
1990-2011主要糧食價格總趨勢

世界粮食安全首脑会议将于2009年11月16日至18日在意大利罗马举行。举办首脑会议的决定是根据粮农组织总干事雅克·迪乌夫博士的提议，由联合国粮食及农业组织理事会在2009年6月作出。期待国家和政府首脑参加在粮农组织总部举行的这次峰会。

### 粮农组织应对粮食危机
2007年12月，粮农组织实施应对粮价飞涨计划帮助小生产者提高产量并增加收入。这个计划也是粮农组织对2008年4月成立的联合国全球粮食危机高级别工作组制定的全面行动框架的贡献。粮农组织已经在25个国家实施项目，赴近60个国家执行机构间任务。通过全球粮食和农业信息及预警系统提高监测工作，对国家提供政策建议，同时支持他们在提高粮食产量方面所作的努力，鼓励农业投资。该计划也与欧盟密切合作。例如，在海地实施一个一千万美元的优质种子分发和培育项目；该项目显著提高了粮食产量，降低了粮价，增加了农民收入。。

### 粮食安全计划
粮食安全特别计划是粮农组织的首要行动，作为千年发展目标承诺的一部分，实现到2015年全世界饥饿人口数量减半的目标（当前估计接近10亿人）。 通过全球超过100多个国家的项目，该计划促进提供切实有效的解决方案以消除饥饿、营养不良和贫困。当前有102个国家参加了该计划，并且有近30个国家开始转向国家计划。为取得这项工作的最大成效，粮农组织极力推动该计划由国家管理，并充分利用其自身的资源来运转。

### 粮食紧急情况早期预警
粮农组织全球粮食和农业信息及预警系统（GIEWS）监控全球粮食供求状况，并为国际社会迅速提供有关全球、区域和国家的作物前景和粮食安全状况的信息。在迫近粮食紧急情况下，经常与世界粮食计划署协同，迅速派出作物和粮食供应评估小组，有时也作为进一步干预和援助的先行者。

### 跨界病虫害
粮农组织在1994年建立了跨界动植物病虫害紧急预防系统，通过帮助政府协调它们的响应，关注像牛瘟、口蹄疫和禽流感等疾病控制。一项关键内容是全球根除牛瘟计划，---该计划已提前达到目标，亚洲和非洲的大部分地区在已延长的观测期内仍无牛瘟发生。与此同时，蝗虫观测监控世界范围的蝗虫状况，并对受影响的国家和捐助人提供虫灾预测信息。

### 国际植物保护公约
粮农组织在建立1952年国际植物保护公约，该国际条约组织旨在防止植物和植物产品有害生物的扩散和传入。其中的功能是维护植物有害生物名录，追踪有害生物爆发情况，协调成员国之间的技术援助。到2009年7月，173个政府已正式通过该公约。

### 食品法典
1963年粮农组织和世界卫生组织在双方合作的食品标准项目下共同创建了食品法典委员会，用于制定食品标准，规范及文本，如实施标准。该项目的主要目的是保护消费者健康，确保公平贸易，促进各组织和非政府组织所有食品标准工作的协调。

### 齐成长、同繁荣、共持续
75年来，粮农组织的名字、志向和精神不曾改变，而其他一切都已改变，并将进一步改变。
1945年，联合国粮食及农业组织在战后重建的理想主义中建立了，它在建立之时力求增加世界各地的农业产量，使饥荒成为历史。在随后的75年里，粮农组织的观念和工作内容中加入了新的维度，即环境和可持续性。到2020年，要获得持续的成功，我们需要做出战略调整。
2019冠状病毒病疫情加剧了与冲突和气候变化有关的脆弱性，粮农组织期待通过进一步加深研究伙伴关系、数字化和全面创新，帮助消除饥饿和营养不良。距实现可持续发展目标还有十年的时间，我们正在征途上努力前行，寻找勇敢的答案和振奋人心的解决方案。

### 粮农组织统计资料
粮农组织的统计数据库是一个在线的多语种数据库，有近3百万的时间序列记录，涵盖210国家和领土的农业、营养、渔业、林业、粮食援助、土地使用和人口的统计信息。也包括农产品贸易数据。一些数据通过项目获得，如Africover。

### 电视粮食集资
为提高对饥饿问题的关注，动员各方力量寻找解决方案，在1997年，粮农组织启动了电视粮食集资 （页面存档备份，存于）活动，该活动通过举办音乐会、体育比赛和其他活动，利用媒体、名流和热心市民的力量来帮助战胜饥饿。自该活动启动以来，已经筹集了超过2800万美元的捐款。这些通过电视粮食集资来的资金用于小规模、可持续发展的项目帮助小农户生产更多地粮食，来满足家庭和社区的需要。这些项目提供切实的资源，比如渔业装备、种子和农机具。项目从帮助委内瑞拉的家庭饲养生猪，到佛得角和毛里塔尼亚建立学校菜园，或是在乌干达提供学校午餐，在印度的低级社区教授孩子们种植粮食、养鱼等有很大的不同。

### 粮农组织亲善大使
粮农组织亲善大使计划始于1999年。其主要目的是吸引公众和媒体的注意力，让他们认识到一个令人无法接受的事实，那就是在这个物质前所未有丰富的时代中，世界上仍有10亿多人在遭受长期饥饿和营养不良。这些人过着悲惨的生活，被剥夺了最基本的人权：获得食物的权利。
光靠政府是无法消除饥饿和营养不良的。要想打破长期饥饿和贫困的恶性循环，我们就需要动员公共和私有部门，让民间社会参与进来，并集中集体和个人的资源。 
每位粮农组织亲善大使 – 来自艺术界、娱乐界、体育界和科学领域的名流，如诺贝尔奖获得者丽塔·列维-蒙塔尔奇尼，著名演员巩俐，歌唱家米瑞安·马卡贝，足球运动员罗伯特·巴乔和劳尔·冈萨雷斯·布兰科等很多名人 – 为粮农组织的愿景，做出了个人和职业承诺，那就是为我们这一代和子孙后代建设一个粮食有保障的世界。亲善大使们利用他们的智慧和影响力，带动老少、贫富所有人一起投身于这场消除饥饿的全球运动，他们的目标是力争在21世纪实现“人人有粮”。

### 現階段重點目標案例
2017年10月18日，聯合國糧農組織與國際生物多樣性組織、國際熱帶農業研究所和世界香蕉論壇等，啟動了一項耗資9800萬美元的全球計畫，一項全球性的計畫盼遏制世界香蕉面臨的真菌威脅，旨在防治「鐮刀菌枯萎病」的一種新菌株的蔓延。「鐮刀菌枯萎病」的新菌株4號生理小種（TR4）於20世紀90年代首次在東南亞發現，目前已經出現在10個國家的19個地點，包括近東、南亞和非洲撒哈拉以南的莫三比克。此項全球計畫最初針對67個國家，旨在防止疾病擴散和開展疾病治理。如果計畫能有效推進，估計今天所投入的每1美元將在20年後產生98到196美元的收益。

## 成員國
截至2013年6月15日，粮农组织共有197名成员，其中包括194个成员国（除列支敦士登以外的192个联合国成员国，以及两个新西兰王国联系国库克群岛和纽埃）、1个成员组织（欧洲联盟）以及2名准成员（法罗群岛和托克劳）。
| - 阿富汗 - 阿尔巴尼亚 - 阿尔及利亚 - 安道尔 - 安哥拉 - 安地卡及巴布達 - 阿根廷 - 亞美尼亞 - 奥地利 - 巴哈马 - 巴林 - 白俄羅斯 - 比利时 - 不丹 - 玻利维亚 - 巴西 - 保加利亚 - 布吉納法索 - 緬甸 - 柬埔寨 - 喀麦隆 - 加拿大 - 中非 - 智利 - 中华人民共和国 - 哥伦比亚 - 刚果民主共和国 - 刚果共和国 - 庫克群島 - 古巴 - 賽普勒斯 - 捷克 - 丹麦 - 多米尼克 - 埃及 - 薩爾瓦多 - 赤道几内亚 - 爱沙尼亚 - 衣索比亞 - 欧洲联盟 - 法罗群岛 - 斐济 - 芬兰 - 法國 | - 加彭 - 德国 - 希腊 - 格瑞那達 - 几内亚 - 海地 - 匈牙利 - 冰島 - 印度 - 印度尼西亞 - 伊朗 - 伊拉克 - 愛爾蘭 - 以色列 - 義大利 - 牙买加 - 日本 - 约旦 - 基里巴斯 - 科威特 - 拉脫維亞 - 黎巴嫩 - 賴索托 - 利比里亚 - 利比亞 - 立陶宛 - 盧森堡 - 北馬其頓 - 马达加斯加 - 马拉维 - 马来西亚 - 馬爾地夫 - 馬爾他 - 马绍尔群岛 - 毛里塔尼亚 - 模里西斯 - 墨西哥 - 密克羅尼西亞聯邦 - 摩尔多瓦 - 摩納哥 - 蒙古国 - 蒙特內哥羅 - 摩洛哥 - 莫桑比克 - 纳米比亚 - 瑙鲁 - 尼泊尔 - 荷蘭 - 新西兰 - 尼加拉瓜 - 尼日尔 | - 奈及利亞 - 纽埃 - 挪威 - 阿曼 - 巴基斯坦 - 帛琉 - 巴拿马 - 巴拉圭 - 秘魯 - 菲律賓 - 波蘭 - 葡萄牙 - 羅馬尼亞 - 俄羅斯 - 卢旺达 - 圣基茨和尼维斯 - 圣卢西亚 - 萨摩亚 - 圣马力诺 - 聖多美和普林西比 - 沙烏地阿拉伯 - 塞内加尔 - 塞爾維亞 - 塞舌尔 - 新加坡 - 斯洛伐克 - 斯洛維尼亞 - 所罗门群岛 - 南非 - 南蘇丹 - 西班牙 - 斯里蘭卡 - 苏丹 - 苏里南 - 瑞典 - 瑞士 - 叙利亚 - 坦桑尼亚 - 泰國 - 东帝汶 - 多哥 - 千里達及托巴哥 - 突尼西亞 - 土耳其 - 乌干达 - 乌克兰 - 阿联酋 - 英国 - 美国 - 乌拉圭 - 委內瑞拉 - 越南 - 葉門 - 尚比亞 - 辛巴威 |

## 調查
巴伐利亞廣播電視台、中德意志廣播電視台、柏林－布蘭登堡廣播電視台以及西南德意志廣播電視台的聯合調查記者團隊發現，過去4年間，聯合國現任糧農組織秘書長屈冬玉根據中國利益對該組織做出調整，包括在重要職位安插經過「嚴格的政治意識形態」審查的中國員工、大量提供對環境產生影響而有爭議的農藥、為一帶一路倡議服務。
2019年舉行的糧農秘書長選舉中，喀麥隆的麥迪・芒貴（Medi Moungui）代表非洲參加競選，原是正式提名的5名候選人之一。但他在中國取消喀麥隆近8000萬美元的債務後宣佈退選。時任德國聯邦食品及農業部部長尤利亞・戈洛克內爾（Julia Klöckner）回憶投票當天的情況，表示：「在投票前就傳出消息說，非洲國家被要求在投票間對自己的選票拍照。」糧農組織觀察員們認為，這顯示出中國可能在投票前就和非洲國家達成了交易。